# Utal Rohländer
Uta Rohländer (Merseburg, Sajonia-Anhalt, Alemania, 30 de junio de 1969) es una atleta alemana, especializada en la prueba de Relevo 4 x 400 metros, en la que llegó a ser campeona mundial en 1997.

## Carrera deportiva
En el Mundial de Atenas 1997 ganó la medalla de oro en los relevos 4 x 400 metros, por delante de Estados Unidos y Jamaica.
Dos años después, en el Mundial de Sevilla 1999 ganó la medalla de bronce en la misma prueba, con un tiempo de 3:22.43 segundos, tras Rusia y Estados Unidos, siendo sus compañeras de equipo: Anke Feller, Anja Rücker y Grit Breuer.